# Amphoe Pa Mok
Amphoe Pa Mok (Thai อำเภอ ป่าโมก) ist der südlichste Landkreis (Amphoe – Verwaltungs-Distrikt) der Provinz Ang Thong. Die Provinz Ang Thong liegt in der Mitte der Zentralregion von Thailand.

## Geographie
Benachbarte Distrikte (von Norden im Uhrzeigersinn): die Amphoe Wiset Chai Chan und Mueang Ang Thong in der Provinz Ang Thong sowie die Amphoe Maha Rat, Bang Pahan, Bang Ban und Phak Hai der Provinz Ayutthaya.

## Geschichte
Dieses Gebiet wurde einst Ban Pa Mok Noi genannt. Im Jahre 1585 schlug König Naresuan sein Heerlager hier auf. Bevor er seine Truppen in die Schlacht gegen den Phra Maha Uparacha, den burmesischen Kronprinzen, bei Don Chedi führte, huldigte er dem Liegenden Buddha von Wat Pa Mok. Gemäß der Legende hat er die Schlacht gewonnen. (Siehe dazu die „Kontroverse“ in: Don Chedi.)
Der Distrikt Pa Mok wurde 1902 vom Amphoe Mueang Ang Thong abgetrennt und erhielt somit einen vollen Amphoe-Status. Das erste Verwaltungsgebäude des neuen Distrikts wurde 1904 fertiggestellt.

## Sehenswürdigkeiten

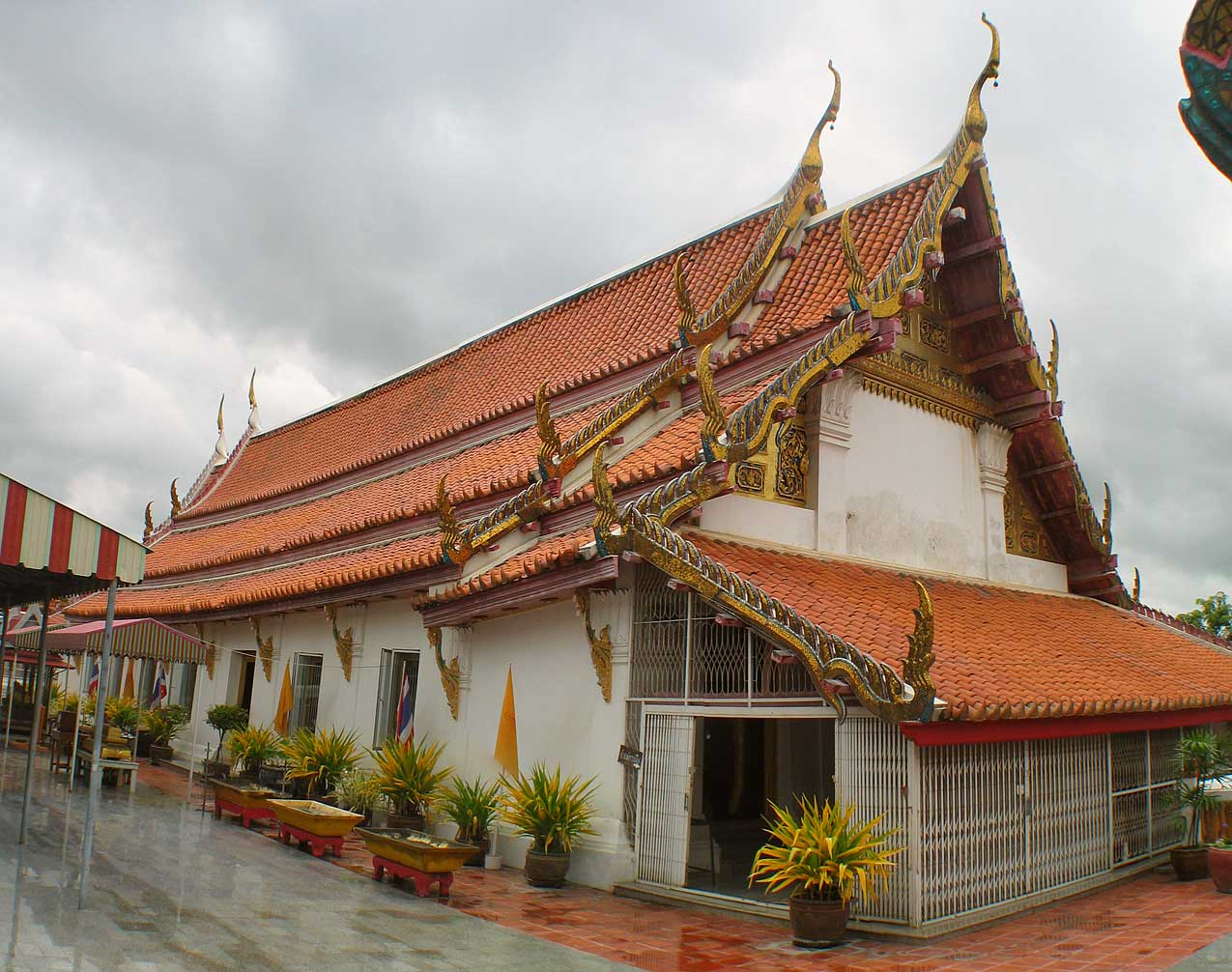
Wat Pa Mok: Wihan des Liegenden Buddha

- Wat Pa Mok Worawihan (วัดป่าโมกวรวิหาร) – buddhistische Tempelanlage (Wat) am westlichen Ufer des Mae Nam Chao Phraya (Chao-Phraya-Fluss) aus der Ayutthaya-Zeit mit einer etwa 22,5 m langen liegenden Buddha-Statue. Der Tempel erhielt seinen Namen von den vielen Mok-Bäumen (Apocynaceae), die hier in der Vergangenheit standen.
- Wat Tha Sutthawat (วัดท่าสุทธาวาส) – buddhistische Tempelanlage am Ufer des Chao Phraya aus der frühen Ayutthaya-Periode. Gesponsert von Prinzessin Maha Chakri Sirindhorn wurden hier in den letzten Jahren ein Pavillon und eine Chedi gebaut. Ebenso wurden von ihr die modernen Wandmalereien im Ubosot in Auftrag gegeben.
- Wat Sa Kaeo (วัดสระแก้ว, auch Wat Sakaew) – großer buddhistischer Tempel mit einem von einer privaten Organisation unterhaltenen Waisenhaus, in dem über 1000 Waisenkinder leben.
- Ban Ekkarat – in der Nähe von Pa Mok am Mae Nam Chao Phraya mit einer einzigartigen Produktion von Trommeln aller Arten und Größen

## Verwaltung

### Provinzverwaltung
Der Landkreis Pa Mok ist in acht Tambon („Unterbezirke“ oder „Gemeinden“) eingeteilt, die sich weiter in 47 Muban („Dörfer“) unterteilen.
| Nr. | Name         | Thai     | Muban | Einw. |
| --- | ------------ | -------- | ----- | ----- |
| 01. | Bang Pla Kot | บางปลากด | 0-    | 2.773 |
| 02. | Pa Mok       | ป่าโมก    | 0-    | 6.629 |
| 03. | Sai Thong    | สายทอง   | 08    | 3.178 |
| 04. | Rong Chang   | โรงช้าง   | 08    | 3.556 |
| 05. | Bang Sadet   | บางเสด็จ  | 06    | 3.135 |
| 06. | Norasing     | นรสิงห์    | 07    | 2.779 |
| 07. | Ekkarat      | เอกราช   | 08    | 3.383 |
| 08. | Phong Pheng  | โผงเผง   | 10    | 3.326 |

### Lokalverwaltung
Es gibt eine Kommune mit „Kleinstadt“-Status (Thesaban Tambon) im Landkreis:
- Pa Mok (Thai: เทศบาลตำบลป่าโมก) bestehend aus den kompletten Tambon Bang Pla Kot, Pa Mok.

Außerdem gibt es sechs „Tambon-Verwaltungsorganisationen“ (องค์การบริหารส่วนตำบล – Tambon Administrative Organizations, TAO)
- Sai Thong (Thai: องค์การบริหารส่วนตำบลสายทอง) bestehend aus dem kompletten Tambon Sai Thong.
- Rong Chang (Thai: องค์การบริหารส่วนตำบลโรงช้าง) bestehend aus dem kompletten Tambon Rong Chang.
- Bang Sadet (Thai: องค์การบริหารส่วนตำบลบางเสด็จ) bestehend aus dem kompletten Tambon Bang Sadet.
- Norasing (Thai: องค์การบริหารส่วนตำบลนรสิงห์) bestehend aus dem kompletten Tambon Norasing.
- Ekkarat (Thai: องค์การบริหารส่วนตำบลเอกราช) bestehend aus dem kompletten Tambon Ekkarat.
- Phong Pheng (Thai: องค์การบริหารส่วนตำบลโผงเผง) bestehend aus dem kompletten Tambon Phong Pheng.